# Little Wolf (chef cheyenne du nord)
Pour l’article homonyme, voir Little Wolf (chef cheyenne du sud).
Little Wolf (O'kohomoxhaahketa en cheyenne, parfois transcrit « Ohcumgache » ou « Ohkomhakit », traduit plus précisément Little Coyote), né vers 1820, mort vers 1904, était un chef cheyenne du nord des États-Unis. Il était un grand tacticien militaire et est connu pour avoir mené une évasion spectaculaire de sa prison dans l'Oklahoma pour retourner dans sa patrie Cheyenne du Nord en 1878.

## Biographie
Né dans l'actuel Montana vers 1820, Little Wolf devient un chef en vue des Cheyennes du nord, menant un groupe de guerriers appelé « les Grattoirs de Corne d'Élan » (« Elk Horn Scrapers ») pendant les guerres des Plaines du Nord. Il s'est battu dans la guerre de Red Cloud, guerre pour la piste Bozeman, ayant duré de 1866 à 1868. En tant que chef, il signe le traité de Fort Laramie de 1868 et est nommé chef « Vieil Homme » parmi le conseil des Quarante-quatre, un très grand honneur dans la culture cheyenne traditionnelle. Il est aussi nommé chef de la médecine douce, porteur de l'incarnation spirituelle de la médecine douce.
Il n'est pas présent à la bataille de Little Bighorn, mais a joué un rôle avant et après la bataille. Quelques scouts de son camp trouvèrent apparemment une certaine alimentation laissée derrière elle par la force d'attaque de Custer et ont été observés par des scouts militaires américains. Ce fait a été rapporté à Custer, qui a inexactement supposé que cela était le fait des principaux camps sioux et cheyennes de Little Bighorn et a redoublé son attaque, essayant d'empêcher l'évasion des Amérindiens présents. Après la bataille, Little Wolf est arrivé et a été retenu et presque tué par les Sioux qui l'avaient cru dans le camp des blancs.
Après la défaite de Morning Star (Dull Knife) par le colonel Ranald S. Mackenzie en novembre 1876, Little Wolf est amené de force dans une réserve amérindienne de l'Oklahoma. Vers 1878, lui et Dull Knife mènent presque 300 Cheyennes de la réserve près de Fort Reno (Oklahoma), à travers le Kansas, le Nebraska, le Territoire du Dakota, vers le Territoire du Montana, leur terre natale. Pendant le voyage, ils échappent à la cavalerie américaine qui essaye de les capturer. Les deux groupes se séparent après le Nebraska. Tandis que le groupe de Dull Knife est finalement forcé de se rendre près de Fort Robinson, celui de Little Wolf arrive finalement au Montana où on les autorise à rester.
Little Wolf deviendra plus tard un scout pour l'armée américaine sous le général Nelson Miles. Il est impliqué dans une discussion mouvementée sur une de ses filles, qui aboutit à la mort de Starving Elk. Prétendument, Little Wolf était intoxiqué quand il le tua au Poste de Commerce d'Eugenie Lamphere le 12 décembre 1880. Little Wolf entame alors un exil volontaire à la suite de ce déshonneur.
Il finit sa vie à la réserve des Cheyennes du Nord où il meurt en 1904. George Bird Grinnell, un ami proche et ethnographe qui a documenté la vie de Little Wolf, a dit de lui qu'il était « le plus grand Indien qu'il ait jamais connu ».

## Faits marquants
- vers 1820 : Naissance
- 1856 : Impliqué dans une affaire de cheval volé à Platte Bridge.
- 1866 : Prend part à la guerre de Red Cloud.
- 1868 : Signe un traité avec le gouvernement américain à Fort Laramie.
- 1868 : Brûle le Fort Phil Kearny.
- 1873 : Visite Washington DC avec une délégation cheyenne[1],[2].
- 1876 : Participe au combat dit de Dull Knife.
- 1877 : Obligé à être emprisonné dans une réserve de l'Oklahoma, au Sud.
- 1878 : Prend la tête d'une évasion spectaculaire et retourne au Montana.
- 1879 : Devient éclaireur à l'armée américaine.
- 1880 : Tue Starving Elk, démis de ses fonctions de Chef, part en exil volontaire.
- 1904 : Mort

## Dans la culture populaire
Jim Fergus s'est inspiré de Little Wolf pour son roman Mille femmes blanches.
Ricardo Montalban interprète 
Little Wolf dans le western 
Les Cheyennes (Cheyenne Autumn)
De John Ford 1964